# مانويل بيزارو
مانويل بيزارو هو طبيب وسياسي برتغالي، ولد في 2 فبراير 1964 في بورتو في البرتغال. نشط حزبياً في الحزب الاشتراكي (البرتغال). في انتخابات البرلمان الأوروبي 2019، انتخب عضو في البرلمان الأوروبي عن دائرة البرتغال ‏ لترشحه ضمن قائمة الحزب الاشتراكي (البرتغال)، وقد انضم خلال فترته النيابية (2 يوليو 2019 – ) للكتلة البرلمانية التحالف التقدمي للاشتراكيين والديمقراطيين وفي 2005 Portuguese legislative election ‏، انتخب عضو مجلس الجمهورية ‏ عن دائرة الدائرة الانتخابية لبورتو ‏ وقد انضم خلال فترته النيابية ‏ للكتلة البرلمانية الحزب الاشتراكي (البرتغال).